# Mariano Méndez
Raul Mariano Méndez (1960) is een Argentijnse sterrenkundige. Hij is sinds 2016 hoogleraar hoge-energie astrofysica aan de Rijksuniversiteit Groningen; werkzaam bij het Kapteyn Instituut.

## Loopbaan
Méndez promoveerde in 1989 aan de Universidad Nacional de La Plata bij Juan Carlos Forte op een proefschrift met de titel Evidencias fotométricas y polarimétricas sobre la existencia de nubes de polvo en el interior de cúmulos globulares. In 1996 kwam hij naar Nederland voor een postdoc aan de Universiteit van Amsterdam. In 2001 zette hij zijn onderzoek voort bij SRON. Vanaf 2007 is hij werkzaam aan de Universiteit van Groningen.